# Nébuleuse du Crabe
M1
Vous lisez un « bon article » labellisé en 2007.
Pour les articles homonymes, voir Crabe (homonymie) et M1.
Ne doit pas être confondu avec Nébuleuse australe du Crabe ou La Nébuleuse du crabe.
La nébuleuse du Crabe (M1, NGC 1952, Taurus A, Taurus X-1, Sh2-244) est une nébuleuse de vent de pulsar (plérion) et un rémanent de supernova de la constellation du Taureau, du bras de Persée de la Voie lactée. Elle résulte, avec son pulsar du Crabe central, de l'explosion de l'étoile massive SN 1054 en supernova historique, observée de juillet 1054 à avril 1056 par les astronomes chinois de la période de la dynastie Song.

## Présentation

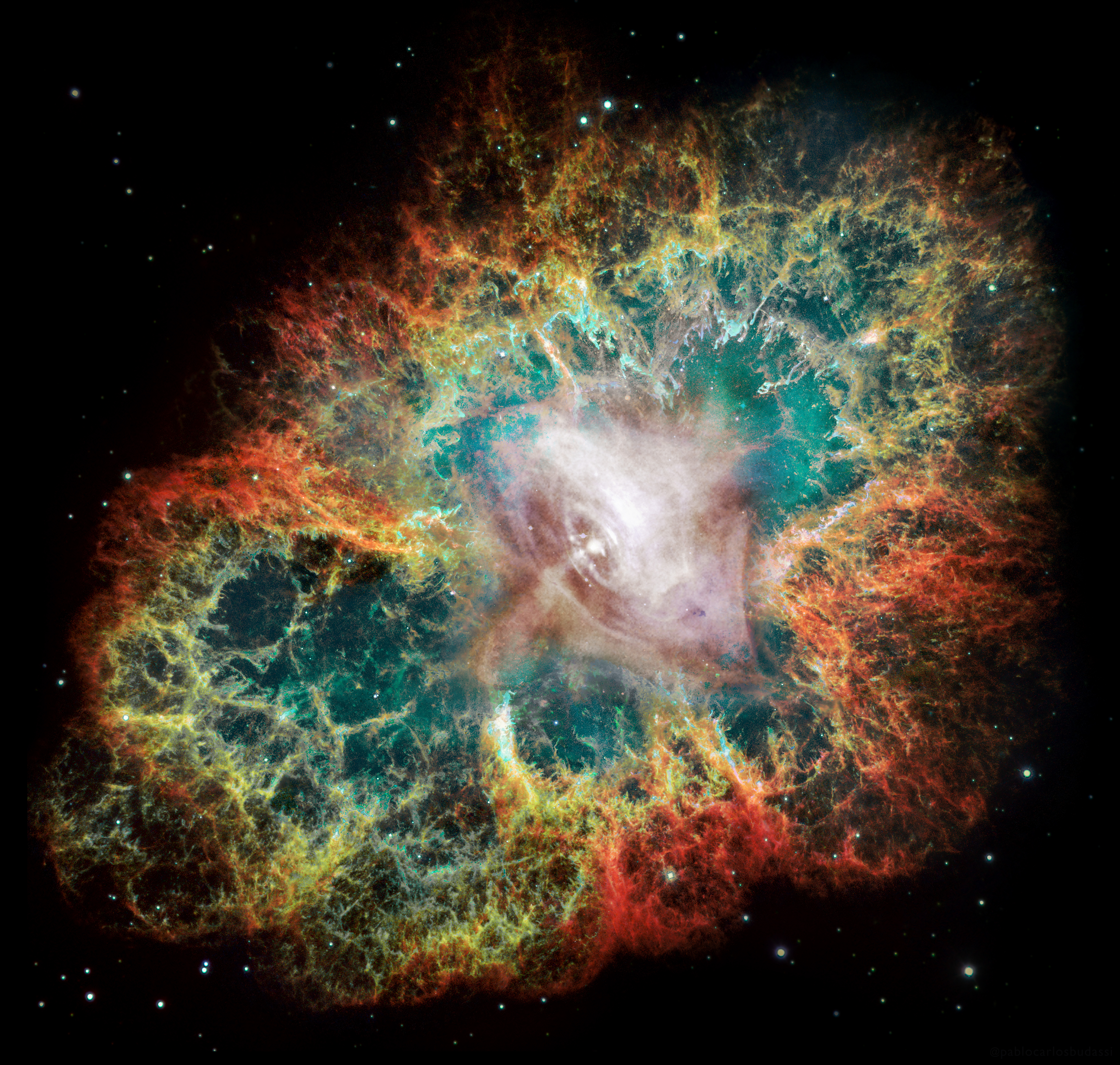
Image combinée optique et à rayon X de la nébuleuse du Crabe et de son pulsar du Crabe central.

La nébuleuse est ensuite observée pour la première fois en 1731 par John Bevis, puis en 1758 par Charles Messier, qui en fait le premier objet M1 de son catalogue de Messier. Son nom traditionnel remonte au XIXe siècle, époque où William Parsons, troisième comte de Rosse, observe la nébuleuse au château de Birr (dans les années 1840) et y fait référence sous le nom de nébuleuse du Crabe (en anglais Crab nebula), en raison d'un dessin qu'il en fait et qui ressemble à un crabe. La nébuleuse du Crabe ne doit pas être confondue avec la nébuleuse australe du Crabe (Hen2-104) avec sa ressemblance considérée comme plus manifeste avec le crustacé éponyme.

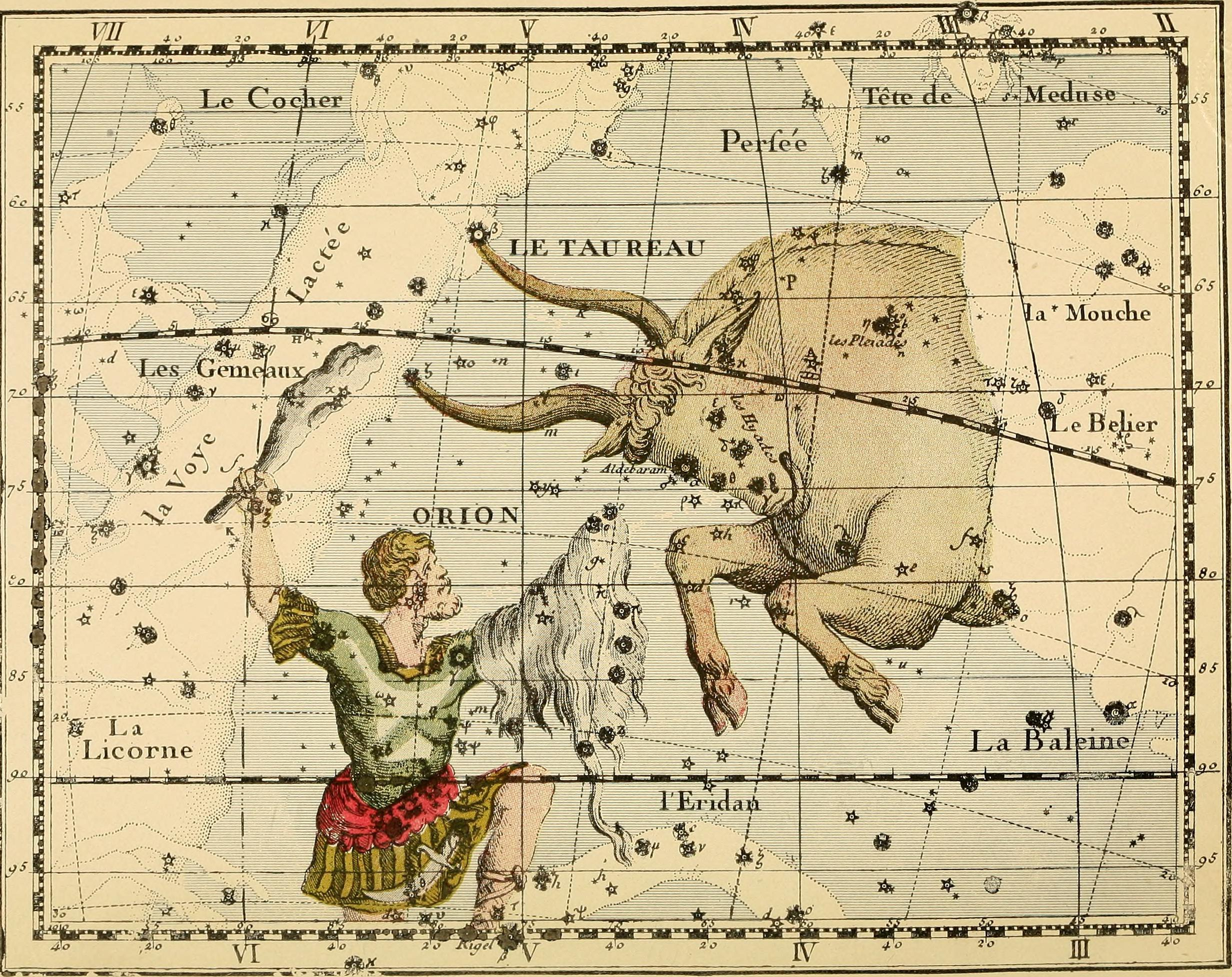
Constellation du Taureau (1919).

Située à une distance de ∼ 6 300 a.l. (∼ 1 930 pc) de la Terre, dans la constellation du Taureau, la nébuleuse a un diamètre de ∼ 10 a.l. (∼ 3,07 pc) et sa vitesse d'expansion est de 1 500 km/s, caractéristiques typiques pour un rémanent de cet âge. C'est le premier objet astronomique à avoir été associé à une explosion historique de supernova.
La nébuleuse contient en son centre un pulsar, le pulsar du Crabe (ou PSR B0531+21) qui tourne sur lui-même environ trente fois par seconde. Il s'agit du pulsar le plus énergétique connu, rayonnant environ 200 000 fois plus d'énergie que le Soleil, dans une gamme de fréquence extrêmement vaste, s'étalant de 10 mégahertz à plus de 30 GeV, soit près de 18 ordres de grandeurs. Le pulsar joue un rôle important dans la structure de la nébuleuse, étant entre autres responsable de son éclairement central. Ce pulsar a été photographié, en 2023, par le télescope spatial James Webb, lors de son observation en infrarouge,.
Située à proximité immédiate du plan de l'écliptique, la nébuleuse est aussi une source de radiations utile pour l'étude des corps célestes qui l'occultent. Dans les années 1950 et 1960, la couronne solaire a été cartographiée grâce à l'observation des ondes radio de la nébuleuse du Crabe. Plus récemment, l'épaisseur de l'atmosphère de Titan, la lune de Saturne, a été mesurée grâce aux rayons X de la nébuleuse.

## Origine

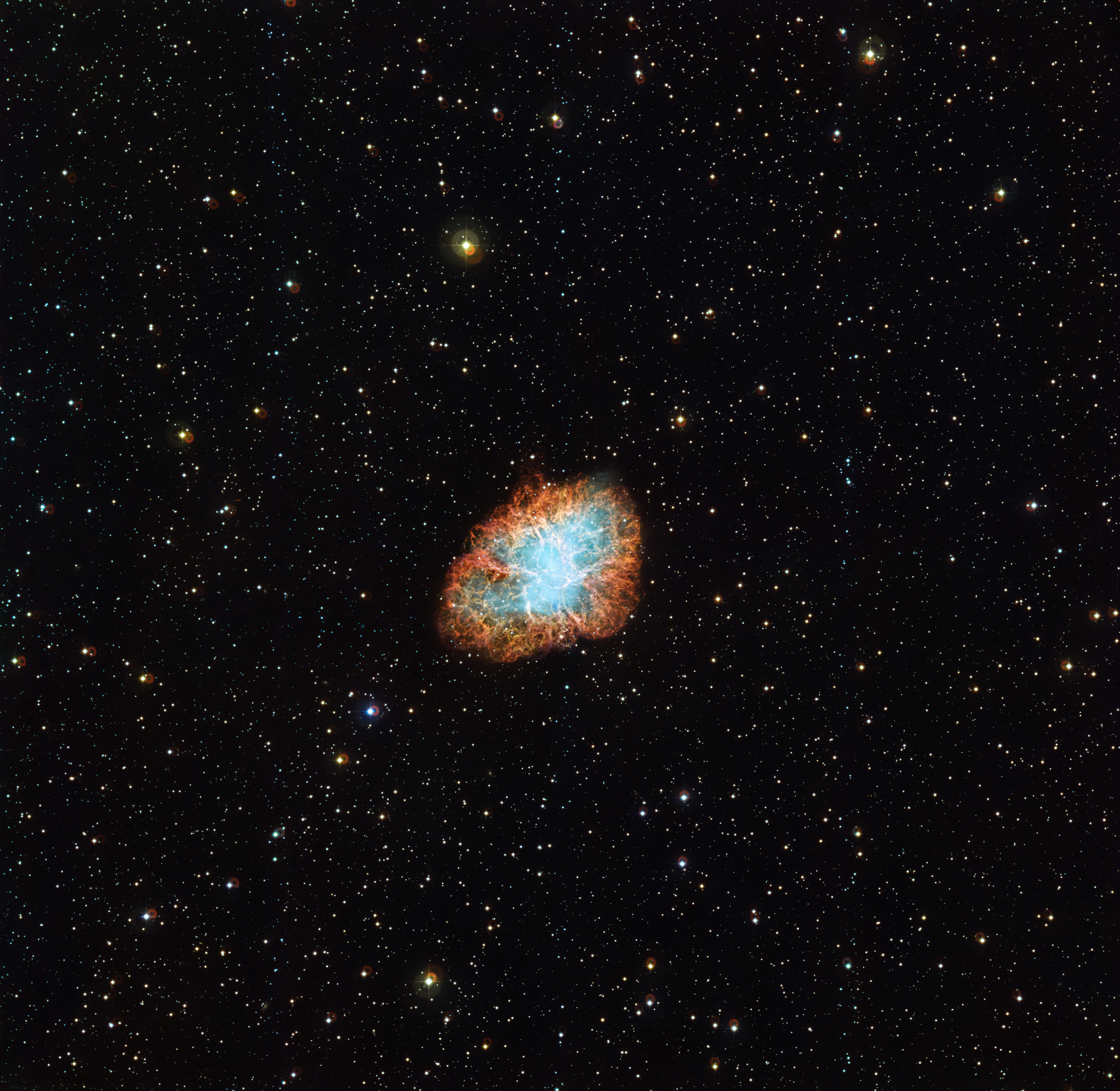
Vue au télescope (ESO) de la nébuleuse du Crabe.

La nébuleuse du Crabe est observée pour la première fois en 1731 par John Bevis. Elle est re-découverte indépendamment en 1758 par Charles Messier alors à la recherche de la comète de Halley dont la réapparition devait se produire dans cette année-là, et dans cette région du ciel. Réalisant qu'il n'avait en réalité pas observé la comète recherchée, Messier a alors l'idée de réaliser un catalogue de nébuleuses brillantes pour limiter les risques de confusion entre celles-ci et des comètes.
Au début du XXe siècle, l'analyse des premières photographies de la nébuleuse prises à quelques années d'intervalle révèle son expansion. Le calcul de la vitesse d'expansion permet alors de déduire que la nébuleuse a été formée environ 900 ans plus tôt. Les recherches menées dans les récits historiques ont permis d'établir qu'une nouvelle étoile suffisamment lumineuse pour être visible le jour fut observée dans la même portion du ciel par les astronomes chinois, japonais et arabes en 1054,. Étant donné sa grande distance et son caractère éphémère, cette « nouvelle étoile » (ou étoile invitée selon la terminologie asiatique) était en fait une supernova — une étoile massive en fin d'évolution stellaire, ayant subi une explosion après avoir épuisé ses ressources en énergie issue de la fusion nucléaire.

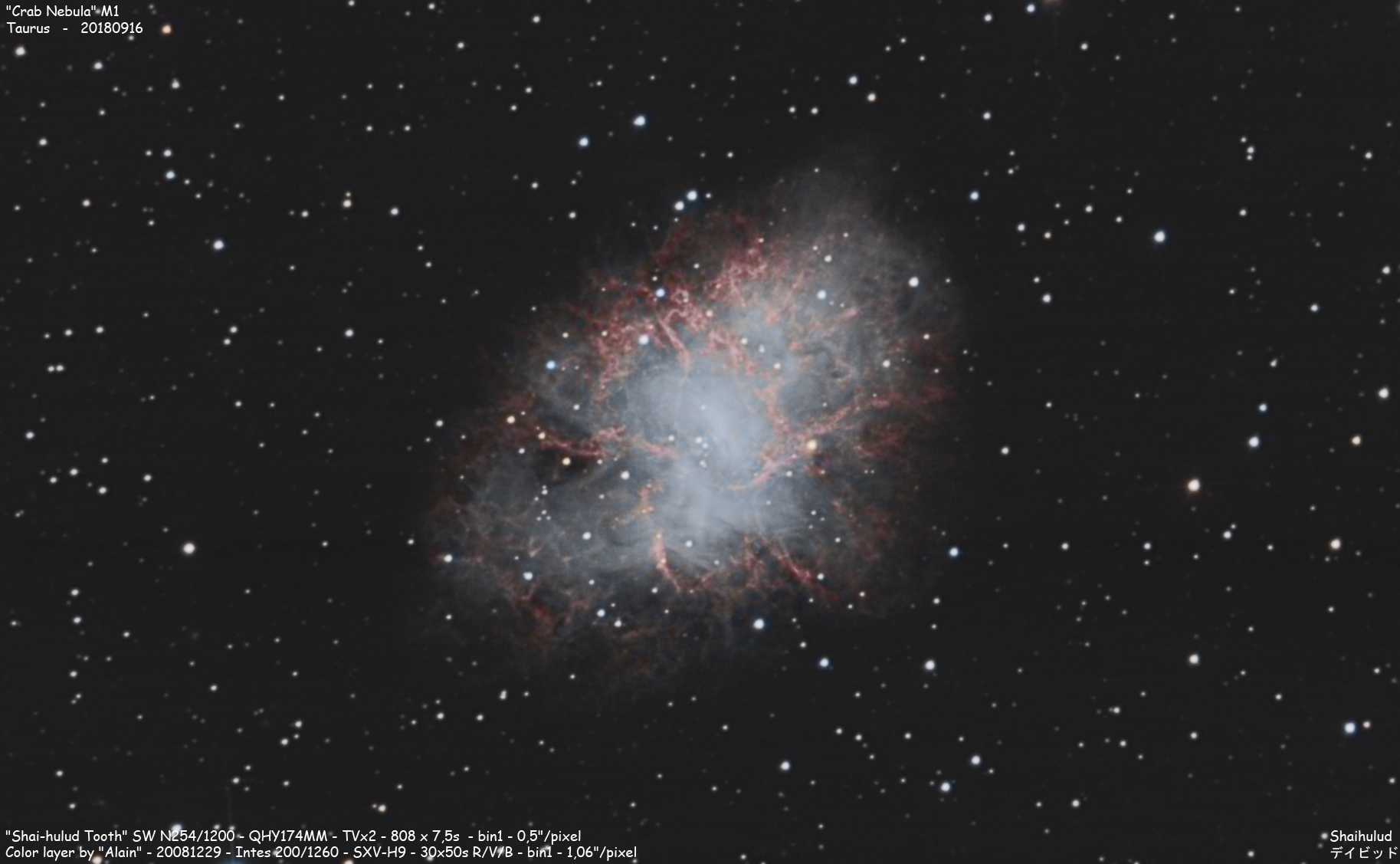
Acquisition réalisée en pose courte.

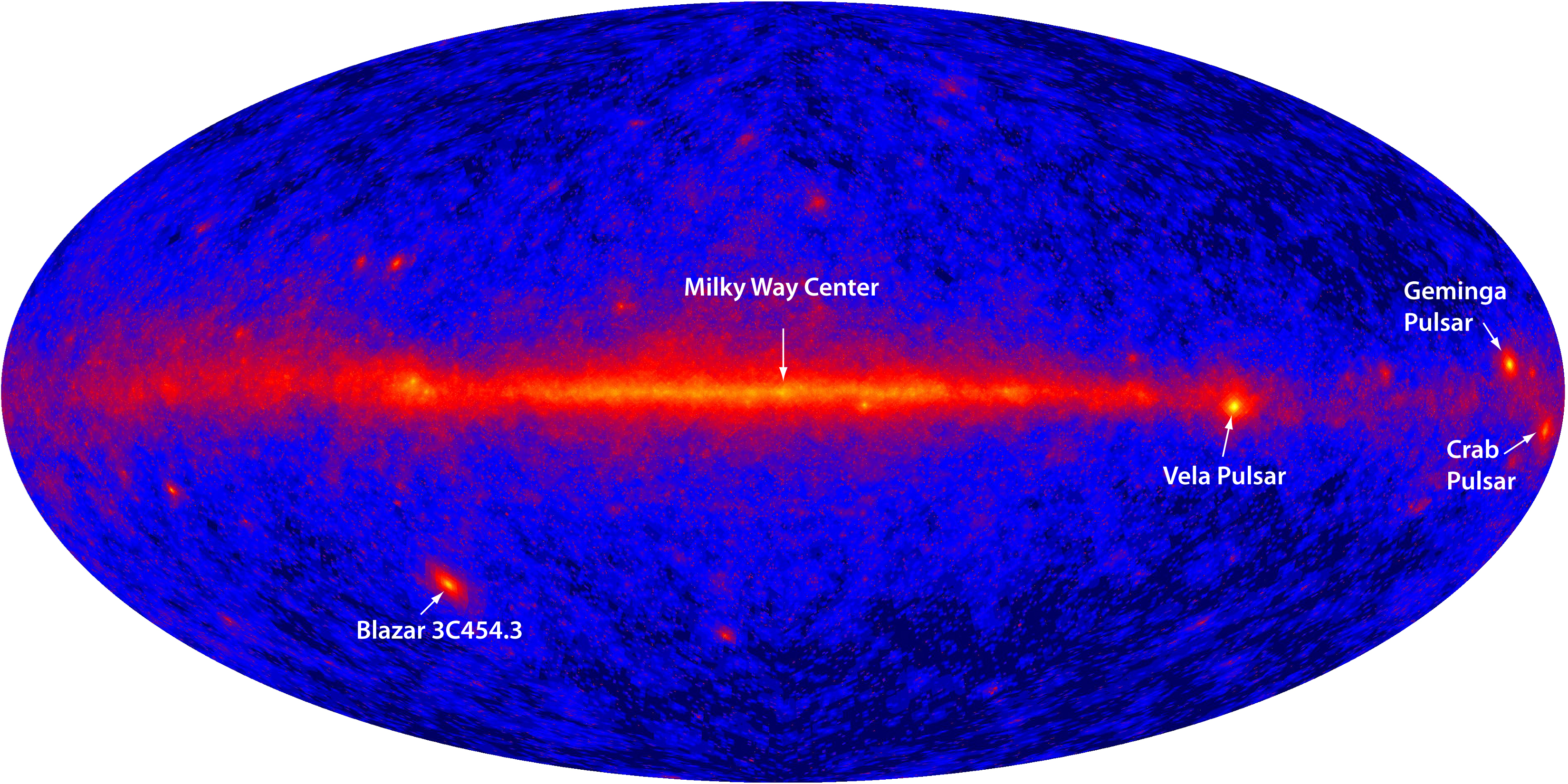
Position de la nébuleuse du Crabe dans la Voie lactée. Crédit : NASA/DOE/International LAT Team.

L'analyse récente de ces textes historiques a montré que la supernova à l'origine de la nébuleuse du Crabe apparut probablement en avril ou début mai 1054, atteignant une magnitude apparente maximale comprise entre -5 et -3 en juillet 1054. Elle était alors plus lumineuse que tous les autres objets du ciel nocturne à l'exception de la Lune. L'événement est noté dans les recueils chinois où l'étoile a été nommée 天關客星 (天關: position céleste dans le système astronomique chinois traditionnel; 客: invité; 星: étoile; mais 客星 dans l'astronomie chinoise signifiait des évènements ou des astres dont les apparitions, voire les disparitions, n'ont pas pu être calculées et établies auparavant). Pendant 23 jours, elle resta suffisamment lumineuse pour être visible en plein jour. La supernova fut observable à l'œil nu pendant environ deux ans après sa première observation. Grâce aux observations mentionnées dans les textes d'astronomes orientaux en 1054, la nébuleuse du Crabe est le premier objet astronomique dont le lien avec une explosion de supernova a pu être établi.

## Caractéristiques physiques

Image en infra-rouge et en haute résolution, obtenue par le télescope spatial James Webb en 2023. Au centre, on constate le pulsar et des rubans blancs de radiation.

En lumière visible, la nébuleuse du Crabe est une large masse ovale de filaments, d'une longueur d'environ 6 minutes d'arc et d'une largeur de 4 minutes d'arc, entourant une région centrale diffuse bleue. Sa magnitude absolue est de -3 (correspondant environ à la luminosité de 1000 soleils) et sa masse est d'environ 5 masses solaires.

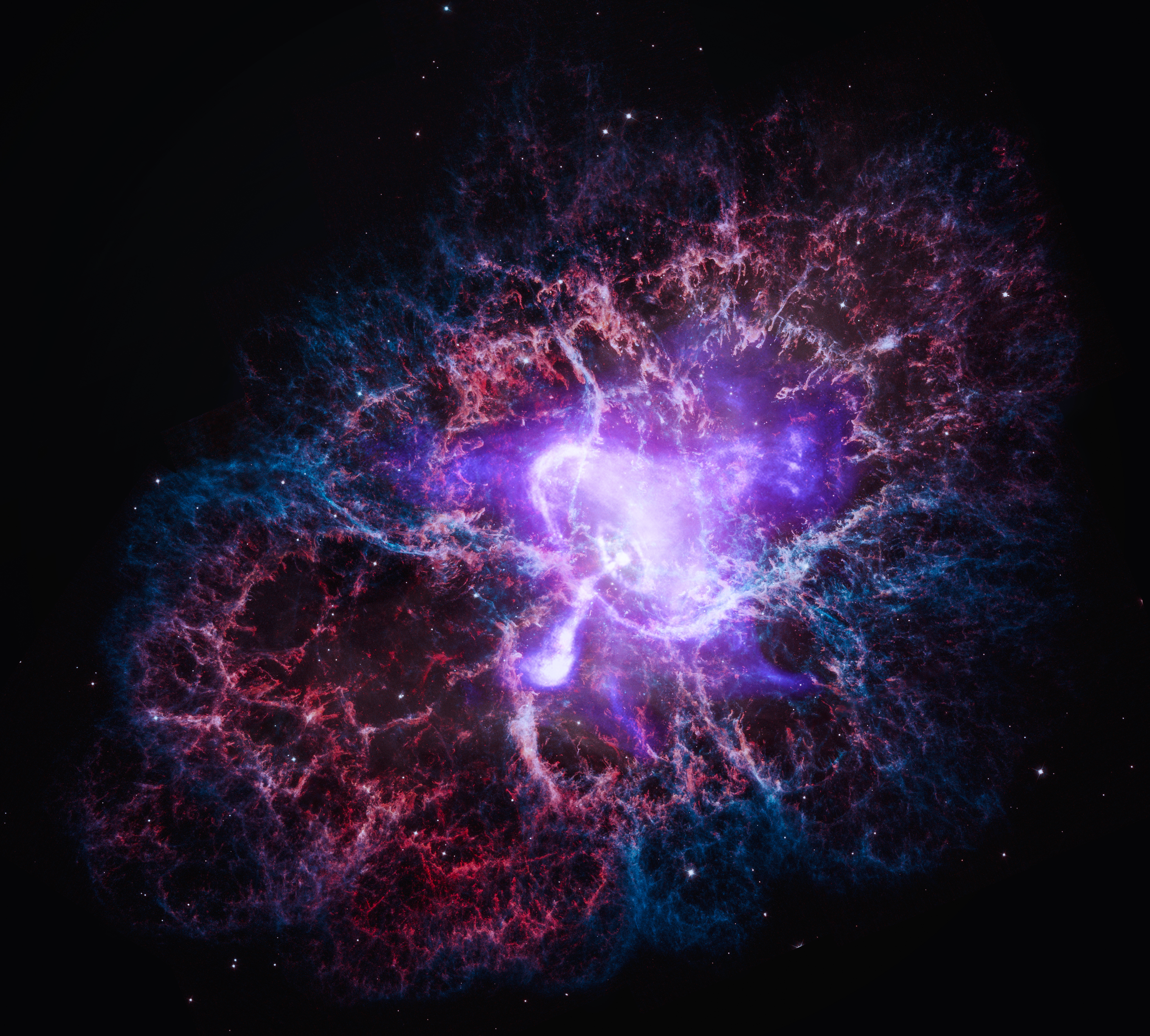
Image composée de la nébuleuse du Crabe et du pulsar du Crabe central, de Chandra (NASA).

Les filaments sont les restes de l'atmosphère de l'étoile progénitrice et sont constitués principalement d'hélium et d'hydrogène ionisés ainsi que de carbone, d'oxygène, d'azote, de fer, de néon et de soufre. La température des filaments est comprise entre 11 000 et 18 000 K, et leur densité de matière est d'environ 1 300 particules par centimètre cube. La spectroscopie permet de distinguer deux composantes principales des émissions en lumière visible : une dans le vert et rouge, due à de l'oxygène doublement ionisé ([O III]) et à de l'hydrogène (H-alpha) produites par les couches hautes de l'atmosphère de l'étoile progénitrice en expansion rapide, se heurtant avec le milieu interstellaire. L'autre, de couleur bleue, présente un spectre continu et est très polarisé.
En 1953, Iosif Shklovsky émet l'hypothèse selon laquelle la région bleue diffuse est principalement produite par rayonnement synchrotron, rayonnement dû à la courbure de la trajectoire d'électrons se déplaçant à des vitesses relativistes (c'est-à-dire proche de la vitesse de la lumière). Trois ans plus tard, sa théorie est confirmée par des observations. Dans les années 1960, il est établi que c'est un intense champ magnétique produit par l'étoile centrale de la nébuleuse qui accélère et courbe la trajectoire des électrons. Cette étoile est une étoile à neutrons et un pulsar, rémanent de la supernova à l'origine de la nébuleuse : le pulsar du Crabe.

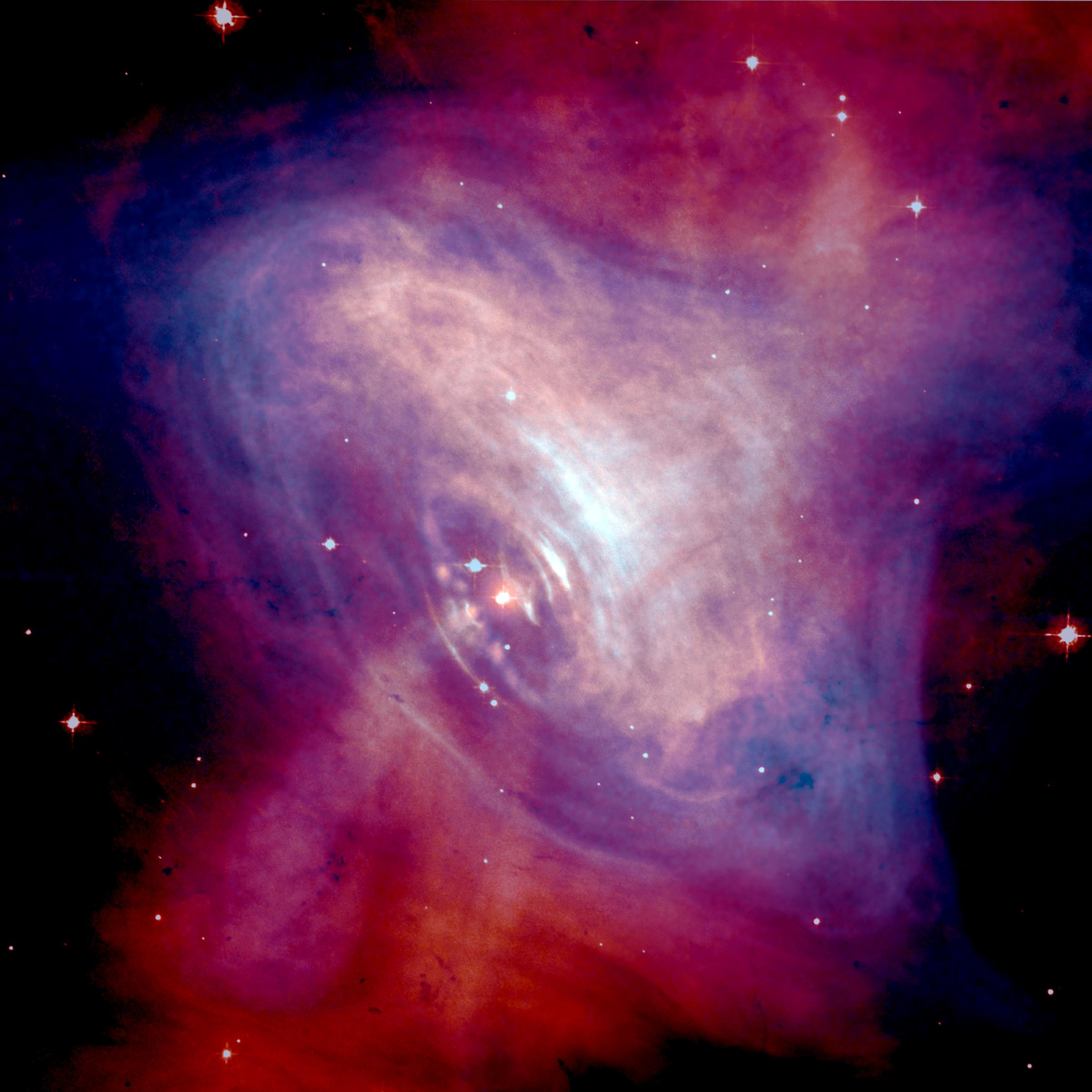
Le pulsar du Crabe. Cette image est la combinaison de données optiques de Hubble (en rouge) et de rayons X de Chandra (en bleu).

La vitesse d'expansion de la nébuleuse a été déterminée en quantifiant le décalage de son spectre par effet Doppler et a été estimée à environ 1 500 km/s. Parallèlement, des images prises à plusieurs années d'intervalle révèlent la lente expansion angulaire apparente sur le ciel. En comparant cette expansion angulaire avec la vitesse d'expansion, la distance de la nébuleuse par rapport au Soleil et sa taille ont pu être estimées à respectivement environ 6 200 et 13 années-lumière
À partir de la vitesse d'expansion de la nébuleuse observée actuellement, il est possible de vérifier la date de la supernova qui correspond à sa formation. Le calcul conduit à une date de quelques décennies antérieure à 1054. Une explication plausible de ce décalage serait que la vitesse d'expansion n'a pas été uniforme, mais s'est accélérée depuis l'explosion de la supernova. Cette accélération serait due à l'énergie du pulsar qui alimenterait le champ magnétique de la nébuleuse qui, en s'étendant, entraîne les filaments vers l'extérieur.
Les estimations de la masse totale de la nébuleuse permettent d'évaluer la masse de la supernova initiale. Les estimations de la masse contenue dans les filaments de la nébuleuse du Crabe varient d'une à cinq masses solaires. D'autres estimations basées sur le pulsar du Crabe ont mené à des valeurs différentes.

## Étoile centrale

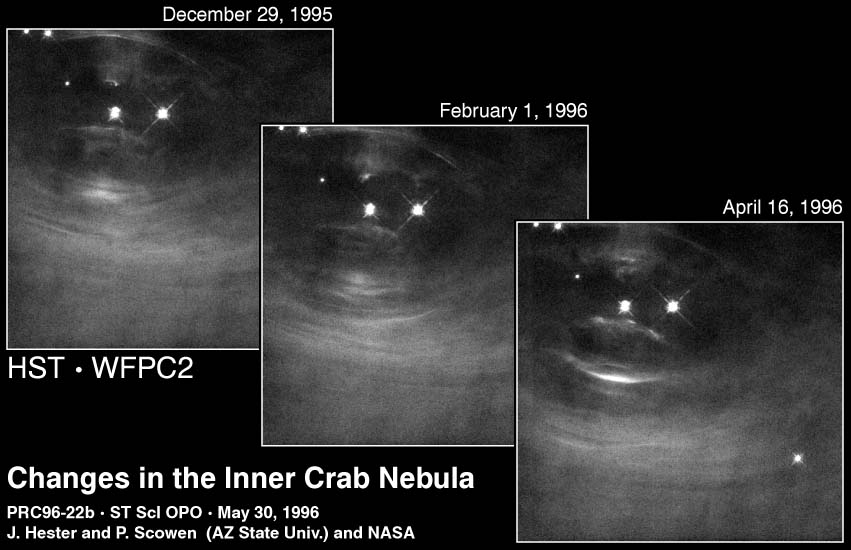
Cette séquence d'images prises par le télescope spatial Hubble montre des parties de la nébuleuse du Crabe se modifiant sur une période de quatre mois. Crédit : NASA/ESA.

Au centre de la nébuleuse du Crabe se trouve une étoile peu brillante, qui est à l'origine de la nébuleuse. Elle a été identifiée en tant que telle en 1942, lorsque Rudolph Minkowski découvrit que son spectre optique était extrêmement inhabituel et ne ressemblait pas à celui d'une étoile normale. Il a été établi par la suite que la région autour de l'étoile est une source importante d'ondes radio (1949), de rayons X (1963) et qu'elle est un des objets du ciel les plus brillants en rayons gamma (1967). La densité de flux des émissions X est 100 fois plus grande que celle des émissions en lumière visible. En 1968, des recherches ont montré que l'étoile émettait ses radiations sous forme de brèves impulsions, devenant un des premiers pulsars à être identifié et le premier à avoir été associé à un rémanent de supernova.
Les pulsars sont à l'origine de fortes radiations électromagnétiques, paraissant émises plusieurs fois par seconde en de brèves et très régulières impulsions. Leur découverte en 1967 souleva de nombreuses questions ; l'hypothèse selon laquelle ces impulsions étaient des signaux d'une civilisation avancée fut même proposée. Cependant, la découverte d'une source radio pulsante au centre de la nébuleuse du Crabe fut une preuve que les pulsars n'étaient pas des signaux d'extra-terrestres mais étaient formés par des explosions de supernova. Il a depuis été établi que ces impulsions sont dues à des étoiles à neutrons en rotation rapide et dont les puissants champs magnétiques concentrent les radiations émises en d'étroits faisceaux de rayonnement. L'axe du champ magnétique n'étant pas aligné avec celui de rotation, la direction du faisceau balaie le ciel suivant un cercle. Lorsque par hasard la direction du faisceau rencontre la Terre, une impulsion est observée. Ainsi, la fréquence des impulsions est une mesure de la vitesse de rotation de l'étoile à neutrons.
Le pulsar du Crabe aurait un diamètre compris entre 28 et 30 km. Il émet des impulsions de radiations toutes les 33 millisecondes. Mais, comme dans tous les cas de pulsars isolés, la fréquence des impulsions diminue très légèrement mais régulièrement, indiquant que le pulsar ralentit tout doucement. Il arrive cependant que, de temps à autre, sa période de rotation connaisse de brusques variations. Ces variations sont appelées tremblements d'étoiles et seraient dues à de soudains réajustements de la structure interne de l'étoile à neutrons.
L'énergie émise par le pulsar engendre une région particulièrement dynamique au centre de la nébuleuse du Crabe. Alors que la plupart des objets astronomiques ont des durées caractéristiques d'évolution de l'ordre de plusieurs dizaines de milliers d'années, les parties centrales de la nébuleuse évoluent sur des périodes de quelques jours. La partie la plus dynamique de la zone centrale de la nébuleuse est la zone où le vent équatorial du pulsar rencontre la matière environnante en formant une onde de choc. La forme et la position de cette zone changent rapidement sous l'effet du vent équatorial. Cette zone est visible sous la forme de petites traînées brillantes dont l'éclat augmente puis faiblit au fur et à mesure qu'elles s'éloignent du pulsar.

## Étoile progénitrice

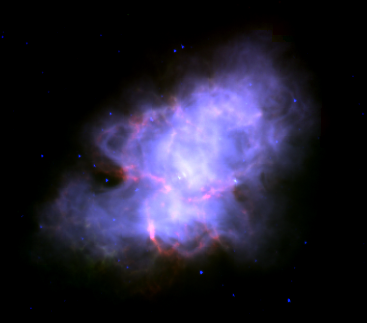
La nébuleuse du Crabe vue en infrarouge par le télescope spatial Spitzer.

L'étoile qui a explosé en supernova et donné naissance à la nébuleuse est appelée l'étoile progénitrice. Deux types d'étoiles produisent des supernovas : les naines blanches (qui donnent des supernova de type "Ia" par une explosion thermonucléaire détruisant totalement l'étoile) et les étoiles massives (qui donnent des supernova de type « Ib », « Ic » et « II »). Dans ce dernier cas, le cœur de l'étoile s'effondre sur lui-même et se fige en un cœur de fer. L'explosion est produite par l'atmosphère s'effondrant et qui rebondit sur ce cœur. Elle laisse derrière elle un objet compact qui est parfois un pulsar. La présence d'un tel pulsar au sein de la nébuleuse du Crabe signifie qu'elle s'est formée à partir d'une étoile massive. En effet, les supernovas de type « Ia » ne produisent pas de pulsars.
Les modèles théoriques d'explosion de supernova suggèrent que l'étoile à l'origine de la nébuleuse du Crabe avait une masse comprise entre huit et douze masses solaires. Les étoiles de masse inférieure à huit masses solaires seraient trop légères pour engendrer des explosions de supernova et produisent des nébuleuses planétaires. Les étoiles de masse supérieure à douze masses solaires produisent des nébuleuses présentant une composition chimique différente de celle observée au sein de la nébuleuse du Crabe.
Un des principaux problèmes soulevés par l'étude de la nébuleuse du Crabe est que la masse combinée de la nébuleuse et du pulsar est beaucoup plus faible que la masse prédite pour l'étoile progénitrice. La raison de cette différence est inconnue. L'estimation de la masse de la nébuleuse est obtenue en mesurant la quantité totale de lumière émise et, connaissant la température et la densité de la nébuleuse, en en déduisant la masse requise pour émettre la lumière observée. Les estimations varient entre 1 et 5 masses solaires, la valeur communément admise étant 2 ou 3 masses solaires. L'étoile à neutrons aurait une masse comprise entre 1,4 et 2 {\displaystyle M_{\odot }}.
La théorie principale expliquant la masse manquante de la nébuleuse du Crabe est qu'une proportion substantielle de la masse de l'étoile progénitrice a été éjectée avant l'explosion de la supernova dans un fort vent stellaire comme c'est le cas de nombreuses étoiles massives comme les étoiles Wolf-Rayet. Cependant, un tel vent aurait créé une coquille autour de la nébuleuse (comme une bulle de Wolf-Rayet). Bien que des observations à différentes longueurs d'onde aient été menées afin d'identifier cette coquille, elle ne l'a jamais été.

## Transits par des corps du système solaire

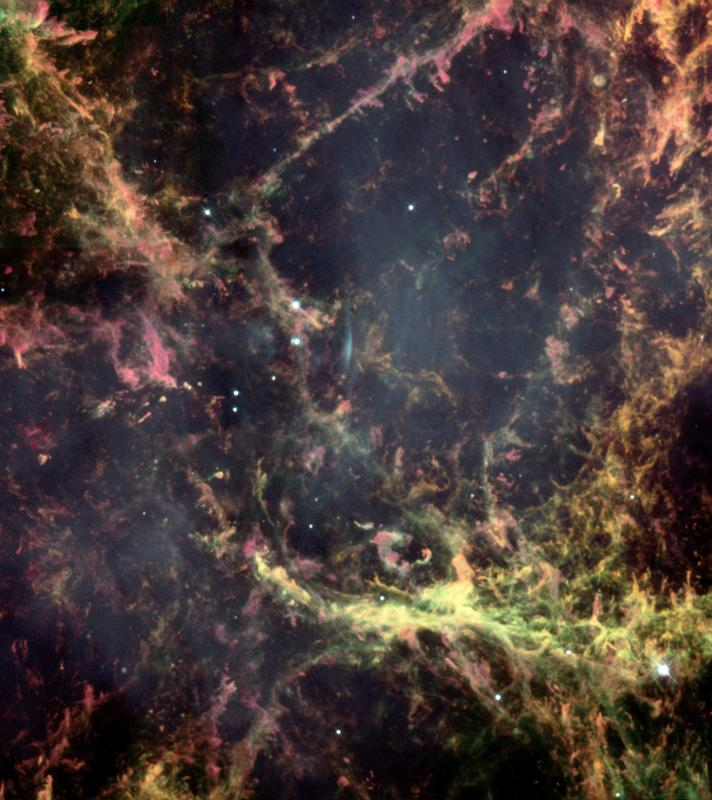
Image prise en optique par Hubble d'une petite région de la nébuleuse du Crabe montrant sa structure filamenteuse. Crédit : NASA/ESA.

La nébuleuse du Crabe est située à environ un degré et demi de l'écliptique, le plan de l'orbite terrestre autour du Soleil. En conséquence, la Lune et parfois les planètes occultent ou transitent devant la nébuleuse. Bien que le Soleil ne transite pas devant la nébuleuse, sa couronne passe devant elle. Ces transits et occultations peuvent être utilisés afin d'étudier à la fois la nébuleuse et l'objet qui passe devant elle en observant les modifications engendrées par ce dernier sur les radiations de la nébuleuse.
Les transits lunaires ont été utilisés afin de cartographier les émissions de rayons X au sein de la nébuleuse. Avant le lancement de satellites destinés à l'observation en rayons X tels que XMM-Newton ou Chandra, les télescopes d'observation en rayons X avaient une très faible résolution angulaire. Inversement, la position de la Lune est connue avec une très grande précision. Ainsi, quand cette dernière passe devant la nébuleuse, les variations de la luminosité de la nébuleuse permettent de créer une carte des émissions en rayons X.
La couronne solaire passe devant la nébuleuse chaque mois de juin. Les variations des ondes radio provenant de la nébuleuse sont utilisées afin d'étudier la densité et la structure de la couronne. Les premières observations ont montré que la couronne est bien plus étendue qu'il n'était communément admis précédemment. Ces observations ont aussi permis d'établir que la couronne présente des variations substantielles de densité.
Saturne transite aussi devant la nébuleuse du Crabe mais très rarement. Son dernier transit, en 2003, était le premier depuis 1296 ; le prochain aura lieu en 2267. Les scientifiques ont utilisé le télescope Chandra pour observer la lune de Saturne, Titan, durant son transit devant la nébuleuse et ont remarqué que l'ombrage des rayons X dû au passage de Titan était plus grand que la surface solide de cette lune en raison de l'absorption de rayons X par son atmosphère. Ces observations ont permis d'établir que l'épaisseur de l'atmosphère de Titan est de 880 km. Le transit de la planète Saturne elle-même n'a pas pu être observé car le télescope Chandra passait à travers la ceinture de Van Allen au même moment.

## La nébuleuse dans la fiction
La nébuleuse du Crabe apparaît à plusieurs reprises dans des œuvres de fiction. On peut notamment citer :
- La Nébuleuse du crabe est le titre d'un roman d'Éric Chevillard paru en 1993 ;
- la première rencontre entre des Terriens et une race extraterrestre a lieu au sein de la nébuleuse du Crabe dans le roman de science-fiction Premier Contact (Astounding, mai 1945) écrit par Murray Leinster ;
- dans le livre Dave Barry Slept Here: A Sort of History of the United States, la nébuleuse du Crabe est cédée aux États-Unis par l'Espagne avec Cuba, Porto Rico, les Philippines, Guam, Wake, l'Australie, Snooze Island, l'Antarctique et la France après sa défaite durant la guerre hispano-américaine à la bataille de San Juan Hill ;
- dans l'épisode Colony in Space, cinquante-huitième de la première série Doctor Who, le Maître révèle que la création de la nébuleuse est due à la super race de la planète Exariux (ou Uxarius) qui y testa sa Doomsday Weapon, une arme pouvant envoyer de l'antimatière à des vitesses supraluminiques ;
- dans l'épisode L'étoffe des zéros de la série d'animation, Les Zinzins de l'espace, il est révélé que la planète des Zinzins se situe dans la nébuleuse du Crabe.
- dans le jeu vidéo Mass Effect, le secteur Hadès Gamma est situé dans la nébuleuse du Crabe.